# Diários de Otsoga
Diários de Otsoga (em francês:  Journal de Tûoa) é um filme luso-francês de 2021 do género drama, realizado por Miguel Gomes e Maureen Fazendeiro a partir de um argumento de ambos com Mariana Ricardo. Esta é a primeira longa-metragem de Fazendeiro. A obra é protagonizada por Crista Alfaiate, Carloto Cotta e João Nunes Monteiro, interpretando versões ficcionalizadas de si mesmos, enquanto constroem um borboletário durante um confinamento em grupo numa quinta junto ao mar.
Foi exibido em competição na Quinzena dos Realizadores do Festival de Cannes a 13 de julho de 2021. Comercialmente, o filme estreou em França a 14 de julho de 2021, e em Portugal a 19 de agosto do mesmo ano.

## Sinopse
Em pleno estado de confinamento, toda uma equipa de cinema (técnicos, atores, duas cozinheiras e outros elementos da produção) é forçada a interromper gravações e manter-se isolada numa quinta em Sintra. Ao longo dos dias de um mês, partilham-se casa, tarefas e as próprias vidas. Os três amigos atores Crista, Carloto e João deixam de trabalhar nas suas personagens com os realizadores e a co-argumentista, e decidem construir juntos um borboletário.
Entretanto, uma série de peripécias rapidamente envolve toda a equipa e geram-se momentos de tensão quando Carloto escapa ao confinamento para passar umas horas na praia a surfar. Na quinta, a ansiedade espalha-se e complica o processo criativo. Numa tentativa de ultrapassar os problemas, Crista, Carloto e João decidem organizar uma festa.

## Elenco
Interpretando versões ficcionalizadas de si mesmos, o elenco de Diários de otsoga conta com três atores profissionais, sendo os restantes participantes membros da equipa técnica:
- Crista Alfaiate;[11]
- Carloto Cotta;
- João Nunes Monteiro;[12]
- Adilsa;
- Andresa Soares;
- Isabel Cardoso;
- Joaquim Carvalho;
- Marian Ungureanu;
- Mariana Ricardo;
- Mário Castanheira;
- Maureen Fazendeiro;
- Miguel Gomes;
- Miguel Martins;
- Patrick Mendes;
- Pedro Filipe Marques;
- Ricardo Simões;
- Rui Monteiro;
- Vasco Pimentel;
- Vladimir Ungureanu.

## Equipa técnica
- Realização: Maureen Fazendeiro e Miguel Gomes.
- Argumento: Maureen Fazendeiro, Miguel Gomes e Mariana Ricardo.
- Assistente de realização: Patrick Mendes.
- Cinematografia: Mário Castanheira.
- Som: Vasco Pimentel e Miguel Martins.
- Anotação e edição: Pedro Filipe Marques.
- Decoração: Andresa Soares.
- Edição de som e mistura: Miguel Martins.
- Cor: Andreia Bertini.
- Direção de produção: Joaquim Carvalho.
- Produção: Luís Urbano, Filipa Reis, Sandro Aguilar e João Miller Guerra.[13]

## Produção
Diários de otsoga é uma longa-metragem em 2K, com a produção de O Som e a Fúria e Uma Pedra no Sapato. A obra contou com a participação financeira da RTP e o apoio à internacionalização do Instituto do Cinema e Audiovisual.

### Desenvolvimento
O projeto nasceu alguns meses após o início do confinamento em Portugal pela pandemia de COVID-19. Miguel Gomes e Maureen Fazendeiro viram os projetos nos quais estavam a trabalhar serem suspensos, como o filme épico Selvajaria, uma adaptação de Gomes de Os Sertões (Euclides da Cunha). Ainda assim, sentiram-se interessados em aproveitar as circunstâncias para trabalhar juntos, envolvendo outros colaboradores regulares. Sem terem uma ideia concreta do que desenvolver, a equipa aceitou reunir-se numa quinta de Sintra do tio de um dos produtores para viver em confinamento auto-imposto durante um mês. Ao longo da primeira semana, o argumento foi começando a ser planeado a partir de uma reflexão quanto às restrições impostas às equipas de filmagem, como a proibição de filmar cenas de beijo. Fazendeiro afirma que tal resultou em "três ideias. A primeira: queríamos ter um beijo. [...] Outra ideia era filmar uma construção. [...] A última ideia era fazer um filme que trabalhasse com a vida real, com o que nos acontecesse dentro da casa, no dia-a-dia." Na segunda semana, os atores juntaram-se à equipa para ensaios, escrever diálogos inspirados em improvisação e concretizar ideias mais concretas.

### Rodagem
A longa-metragem foi filmada em 16mm, entre 17 de agosto e 10 de setembro de 2020, ainda durante o período de confinamento em Portugal pela pandemia de COVID-19. As gravações seguiram uma ordem narrativa cronológica, ainda que os autores pretendessem que a montagem invertesse a mesma. Durante a estadia, a equipa envolveu-se nas tarefas rotineiras da quinta, como a alimentação de pavões, trabalhos de agricultura ou banhar cães, que foram também filmadas.
Miguel Gomes descreveu este período do seguinte modo: "não sabíamos disso, mas depois descobrimos durante o processo que a razão principal da existência do filme era o desejo de estar uns com os outros. O filme nasce da nossa vontade de procurar algo que nos faltava durante o primeiro confinamento. Vivemos esse isolamento imposto, ou seja, cada um da equipa estava só. Então o que lhes propusemos foi fazer uma espécie de confinamento alternativo, desta vez juntos".

## Temáticas e estética

### Pandemia e tempo
No início dos anos 2020, vários projetos surgiram abordando a pandemia de COVID-19, tais como Hygiène sociale, de Denis Côté, In my room, de Mati Diop, ou Babardeală cu bucluc sau porno balamuc, de Radu Jude. Nestas obras, as condições da pandemia são enquadradas como um problema formal a ser resolvido. Numa abordagem contrária, Fazendeiro e Gomes exploram esta temática através de um foco no confinamento, explorando a distorção do tempo, como consequência inevitável do mesmo. Por isso, a história do filme não só é contada por ordem cronologicamente inversa, como o seu título apresenta a palavra "agosto" escrita ao contrário. Os curadores do Festival Mar del Plata, escrevem que os autores "apropriam-se de forma inteligente da confusão temporal que reinou naquele ano, organizando [no filme] uma estrutura reversível e circular, na qual a sucessão dos dias não segue uma lógica". O filme foi apontado como seguindo a teoria do sociólogo polaco Zygmund Bauman, que usa o conceito de "modernidade líquida" para definir o tempo presente. Segundo esta teoria, as formas de vida contemporânea (no filme, os três protagonistas) assemelham-se pela vulnerabilidade e fluidez, incapazes de manter a identidade por muito tempo, o que reforça um estado temporário e frágil das relações sociais e dos laços humanos. Para o trio de atores, o tempo transcorre de seis formas (inércia, desorientação, apatia, euforia, completude e confusão) que refletem a atmosfera da pandemia.
Diários de otsoga demonstra também como o isolamento pode ser uma oportunidade para reestabelecer uma relação com os elementos naturais (eg. os protagonistas decidem construir um borboletário). Desse ponto de vista, o próprio filme torna a adotar uma abordagem oposta a obras do cinema deste período, uma vez que predominam cenários exteriores, vistas de jardim e pessoas juntas em detrimento de quaisquer elementos tecnológicos. Assim, o filme retrata um momento histórico específico, abordando conceitos como amizade e comunidade, registando estados de convivência num período em que os mesmos eram intensamente desaconselhados.

### Cinema
Diários de otsoga é um filme sobre si mesmo e sobre o desejo de fazer cinema. Nenhum dos intervenientes, nem mesmo os atores, adotam personagens com nomes diferentes dos seus. Pelo contrário, são filmados a documentar a sua própria ficção e a viver através de um filme. Miguel Gomes comentou esta abordagem do seguinte modo: "o processo de rodar o filme não foi um documentário, não foi um making-of. Não foi uma recreação, não é um espelho da realidade. Estamos a representar, somos personagens. [...] Para nós, o filme, é menos meta-cinema do que sobre o cinema em geral, sobre o nosso trabalho, e mais ainda sobre a vida, sobre estarmos juntos, esperar o nascimento de um bebé, sobre fazer um filme com os amigos e com as pessoas que não eram amigas mas acabaram por se tornar, tudo isso uma tentativa de capturar as nossas vidas. Não se trata de cinema, mas, bem, é um filme que é um diário da produção de um filme. [...] Viver naquelas condições enquanto se faz um filme é o limite dessa mistura de vida e cinema".

### Continuidade artística
No filme, há vários leitmotivs que podem ser encontrados nos corpos de trabalho de ambos autores, desde elementos estruturais de Motu maeva ou Soleil noir até temas e mecanismos vindos de A cara que mereces, Aquele querido mês de agosto e As mil e uma noites. O conceito de filme dentro de um filme e a temática da busca pelo filme haviam sido, aliás, igualmente explorados na segunda longa-metragem de Miguel Gomes. Tal como em Aquele querido mês de agosto, o filme de 2021 dramatiza uma equipa de cinema num limbo criativo, ainda que em Diários de otsoga a frustração tenha origem diversa: a realidade da pandemia de COVID. Também em ambos filmes, a performance dramatúrgica quebra a quarta parede, mesclando-se com reuniões de produção. De tal modo que o técnico de som, Vasco Pimentel, torna a ser repreendido pelos restantes membros da equipa, sendo-o em Diários de otsoga por ignorar os e-mails sobre o protocolo de gravação em pandemia. A equipa de rodagem funciona, assim, como um organismo cinematográfico onde os instintos individuais se somam a um trabalho verdadeiramente coletivo, transmutando as restrições do cinema da era pandémica.

## Distribuição

### Lançamento
Diários de otsoga foi selecionado para o programa da Quinzena dos Realizadores do Festival de Cannes, onde foi apresentado a 13 de julho de 2021. Depois desta estreia mundial, a longa-metragem estreou comercialmente em França a 14 de julho, através da distribuidora Shellac. Em Portugal, o filme chegou às salas a 19 de agosto, pela distribuidora Desforra Apache.
Ao longo do ano de 2022, Diários de otsoga foi também lançado noutros países. A KimStim distribuiu a obra nos EUA, com estreia a 27 de maio. Em Espanha, o lançamento ficou marcado para 3 de junho. A longa-metragem chegou também aos cinemas brasileiros em 21 de julho, com distribuição da Vitrine Filmes.

### Festivais
Após a sua apresentação no Festival de Cannes, o filme despertou o interesse de vários programadores de Festivais internacionais de cinema. Diários de otsoga percorreu um longo circuito, no qual se destacam os seguintes eventos:
- Curtas Vila do Conde (Portugal, 2021);
- FIDMarseille International Film Festival (França, 20 de julho de 2021);[33]
- Festival Internacional de Cinema de Melbourne (Austrália, 8 de agosto de 2021);
- New Horizons International Film Festival (Polónia, 13 de agosto de 2021);
- Karlovy Vary International Film Festival (Chéquia, 20 de agosto de 2021);
- Festival Internacional de Cinema de Toronto (Canadá, 14 de setembro de 2021);[34]
- The Art Newspaper Russia Film Festival (Rússia, 19 de setembro de 2021);
- Festival de Cinema de Nova Iorque (EUA, 25 de setembro de 2021);[35]
- Busan International Film Festival (Coreia do Sul, 7 de outubro de 2021);
- Festival de Cinema de Londres (Reino Unido, 8 de outubro de 2021);
- Festival Internacional de Cinema de Chicago (EUA, 14 de outubro de 2021);
- Festival de Cinema de Gante (Bélgica, 19 de outubro de 2021);[36]
- Brisbane Film Festival (Austrália, 26 de outubro de 2021);
- Viennale (Áustria, 27 de outubro de 2021);
- 45ª Mostra Internacional de Cinema de São Paulo (Brasil, outubro de 2021);[37]
- Black Canvas (México, outubro de 2021);
- Festival Internacional de Cinema de Valdivia (Chile, outubro de 2021);
- Festival de Cinema de Sydney (Austrália, 7 de novembro de 2021);
- Festival de Cinema Europeu de Sevilha (Espanha, 9 de novembro de 2021);[38]
- Festival de Cinema de Cork (Irlanda, 10 de novembro de 2021);
- Taipei Golden Horse Film Festival (Taiwan, 11 de novembro de 2021);
- Festival de Cinema de Salonica (Grécia, 13 de novembro de 2021);
- Caminhos do Cinema Português (Portugal, 13 de novembro de 2021);[39]
- AFI Fest (EUA, 14 de novembro de 2021);
- Festival Internacional de Cinema de Mar del Plata (Argentina, 23 de novembro de 2021);
- International Film Festival Mannheim-Heidelberg (Alemanha, novembro de 2021);
- Festival Internacional de Cine de Cali (Colômbia, novembro de 2021);
- Festival dei Popoli (Itália, novembro de 2021);
- Singapore International Film Festival (Singapura, novembro de 2021);
- Bucharest International Experimental Film Festival (Roménia, novembro de 2021);
- Santiago International Documentary Film Festival (Chile, novembro de 2021);
- Festival do Rio‎ (Brasil, 10 de dezembro de 2021);
- Festival de Cinema de Gotemburgo (Suécia, 29 de janeiro de 2022);
- Festival Internacional de Documentário de Copenhague (Dinamarca, 23 de março de 2022);[40]
- D'A Film Festival (Espanha, 4 de maio de 2022);
- Midnight Sun Film Festival (Finlândia, 16 de junho de 2022);
- Hong Kong International Film Festival (Hong Kong, 19 de agosto de 2022);
- Image Forum Festival (Japão, 18 de setembro de 2022);
- Chicago European Union Film Festival (EUA, 2022);
- Kerala International Film Festival (Índia, 2022);
- Las Palmas de Gran Canaria International Film Festival (Espanha, 2022);[41]
- Festival L’Europa a San Marino, San Marino in Europa (São Marino, 20 de abril de 2023).[42]

## Receção

### Audiência
Aquando a sua distribuição comercial durante 2021 em Portugal e França, Diários de otsoga recebeu respetivamente 1.507 e  5.171 espetadores em sala. No ano seguinte, o filme foi visto por mais 753 em Espanha.

### Crítica
| Críticas profissionais    | Críticas profissionais |
| Avaliações da crítica     | Avaliações da crítica  |
| Fonte                     | Avaliação              |
| ------------------------- | ---------------------- |
| El Antepenultimo Mohicano | [ 44 ]                 |
| Cine Vértigo              | [ 45 ]                 |
| Escribiendo Cine          | [ 46 ]                 |
| Los Angeles Times         | [ 25 ]                 |
| Matinal Jornalismo        | [ 47 ]                 |
| The New York Times        | [ 29 ]                 |
| The New Yorker            | [ 4 ]                  |
| Papo de Cinema            | [ 48 ]                 |
| The Playlist              | [ 49 ]                 |
| Público                   | [ 50 ]                 |
| Slant Magazine            | [ 51 ]                 |
| Variety                   | [ 24 ]                 |
| Veja                      | [ 52 ]                 |

Diários de otsoga recebeu, de forma geral, comentários positivos pela crítica especializada. No agregador de críticas Rotten Tomatoes, o filme mantém um rating de aprovação de 77%, baseado em 26 críticas, com um rating médio de 7.20/10. Num outro agregador, Metacritic, que atribui uma classificação até 100 a partir das publicações de críticos de cinema convencionais, o filme recebeu uma pontuação de 87, com base em 6 críticas, indicando "aclamação universal".
A crítica lusófona demonstrou uma receção morna do filme, como Roger Lerina, que lhe atribui três estrelas (de cinco) no Matinal jornalismo. Em Portugal, Vasco Câmara (Público) assumiu-se desiludido pelo modo como Diários de otsoga "parece frustrar voluntariamente as expectativas criadas por uma filmografia (porque um dos co-autores é Miguel Gomes...), colocando-se à margem de uma cronologia, interrompendo as esperadas delícias de uma leitura alinhada". Barbara Demerov defende, em Veja São Paulo, que o filme "ganha pontos ao mostrar o prosaico — o banho no cão, o corte das batatas, a limpeza da piscina, a janela a bater — e extrair alguma poesia do banal, em uma fase da vida — o início da pandemia — que a gente nem gosta muito de recordar". Em Papo de cinema, Bruno Carmelo compara Diários de otsoga a um exercício universitário, que tem tanto de agradável quanto de leviano e superficial.
Internacionalmente, um dos aspetos mais debatidos foi a abordagem experimental do filme. Tom O'Brien (Next big picture) apresenta uma perspetiva moderada, elogiando a longa-metragem pela sua montagem não se tornar cansativa ou irritante, mas argumentando que a ordem cronologicamente inversa da narrativa diminui o envolvimento dos espetadores com a história. Concordante, em Reeling reviews, Robin Clifford argumenta que a obra resulta num conceito de filmagem tecnicamente interessante, mas o manteve pouco envolvido. No sentido oposto, em Slant magazine, Pat Brown elogia o uso da metatextualidade e estrutura anti-linear, precisamente por considerar que tornou a progressão das cenas intelectualmente envolvente. Também Juan Pablo Russo (Escrebiendo cine) apreciou o uso da metalinguagem, não apenas pelo seu resultado na narrativa, mas também pelo modo como demonstra o processo criativo. David Katz (Cineuropa) destaca como os autores "criaram uma das melhores respostas a este desafiador enigma existencial, desenvolvendo ainda mais a habilidade [de Gomes] de misturar ficção e documentário.
Soham Gadre (The film stage) e Filipe Freitas (Always good movies) consideram a obra uma demonstração de como a liberdade artística e criatividade improvisada podem melhor responder em tempos de restrições rígidas na produção cinematográfica. No mesmo sentido, Tomas Trussow escreve na The lonely film critic e Emilio Luna em El antepenultimo mohicano textos nos quais elogiam a abordagem inovadora dos autores, por fazerem um filme rejuvenescedor e comemorativo, por comparação com outros autores que abordam a pandemia de COVID de uma forma mórbida.

### Reconhecimentos
| Ano  | Prémios                                           | Categorias                                                | Destinatários e nomeados                           | Resultado | Referências |
| ---- | ------------------------------------------------- | --------------------------------------------------------- | -------------------------------------------------- | --------- | ----------- |
| 2021 | Quinzena dos Realizadores do Festival de Cannes   | Prémio da Sociedade dos Autores e Compositores Dramáticos | Miguel Gomes, Maureen Fazendeiro                   | Indicado  | [ 60 ]      |
| 2021 | Quinzena dos Realizadores do Festival de Cannes   | Label Europa Cinemas                                      | Miguel Gomes, Maureen Fazendeiro                   | Indicado  | [ 60 ]      |
| 2021 | Festival de Cinema Europeu de Sevilha             | Giraldillo de Ouro                                        | Diários de otsoga                                  | Indicado  | [ 61 ]      |
| 2021 | Festival Internacional de Cinema de Mar del Plata | Melhor Realização                                         | Miguel Gomes, Maureen Fazendeiro                   | Venceu    | [ 62 ]      |
| 2021 | Sociedade Digital de Críticos de Cinema           | Melhor Filme Estrangeiro                                  | Diários de otsoga                                  | Venceu    | [ 63 ]      |
| 2022 | Sociedade Internacional de Cinéfilos              | Melhor Edição                                             | Pedro Filipe Marques                               | Indicado  | [ 64 ]      |
| 2022 | Prémio Autores                                    | Melhor Ator                                               | Carloto Cotta                                      | Indicado  | [ 65 ]      |
| 2022 | Globos de Ouro                                    | Melhor Filme                                              | Diários de otsoga                                  | Indicado  | [ 66 ]      |
| 2022 | Globos de Ouro                                    | Melhor Ator                                               | Carloto Cotta                                      | Venceu    | [ 66 ]      |
| 2022 | Globos de Ouro                                    | Melhor Ator                                               | João Nunes Monteiro                                | Indicado  | [ 66 ]      |
| 2022 | Globos de Ouro                                    | Melhor Atriz                                              | Crista Alfaiate                                    | Indicado  | [ 66 ]      |
| 2022 | Prémios Sophia                                    | Melhor Argumento Original                                 | Maureen Fazendeiro, Miguel Gomes e Mariana Ricardo | Indicado  | [ 67 ]      |
| 2022 | Prémios Sophia                                    | Melhor Ator Secundário                                    | João Nunes Monteiro                                | Venceu    | [ 67 ]      |
| 2022 | Prémios Sophia                                    | Melhor Montagem                                           | Pedro Filipe Marques                               | Indicado  | [ 67 ]      |
| 2022 | Prémios Sophia                                    | Melhor Som                                                | Vasco Pimentel e Miguel Martins                    | Indicado  | [ 67 ]      |
| 2022 | Prémios Sophia                                    | Melhor Direção Artística                                  | Andresa Soares                                     | Indicado  | [ 67 ]      |